# Parvati
Párvati es una diosa (deví) de la religión hinduista.
Su nombre significa ‘hija del monte Pārvata’ (siendo parvata ‘montaña’) o también ‘arroyo de montaña’.

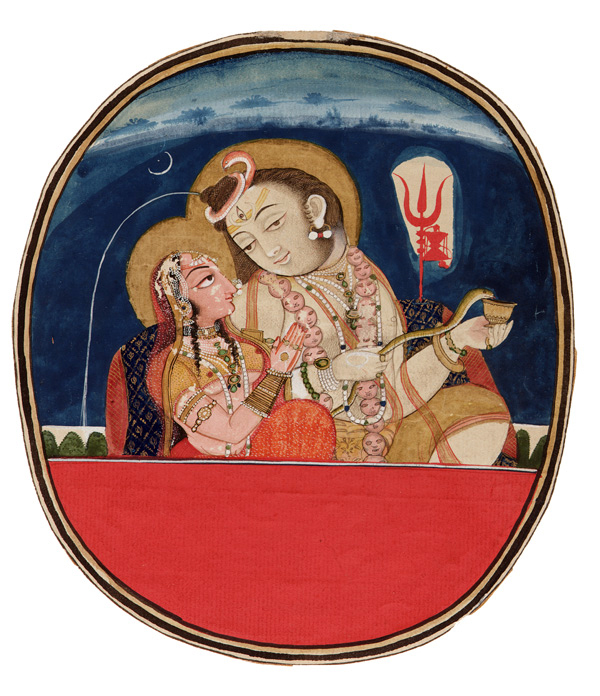
Parvati arrodillada ante Shiva (cuadro en el Instituto Smithsoniano).

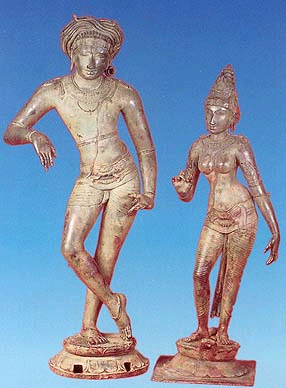
El Señor Shiva y la diosa Parvati, bronce chola del 1100 d. C.

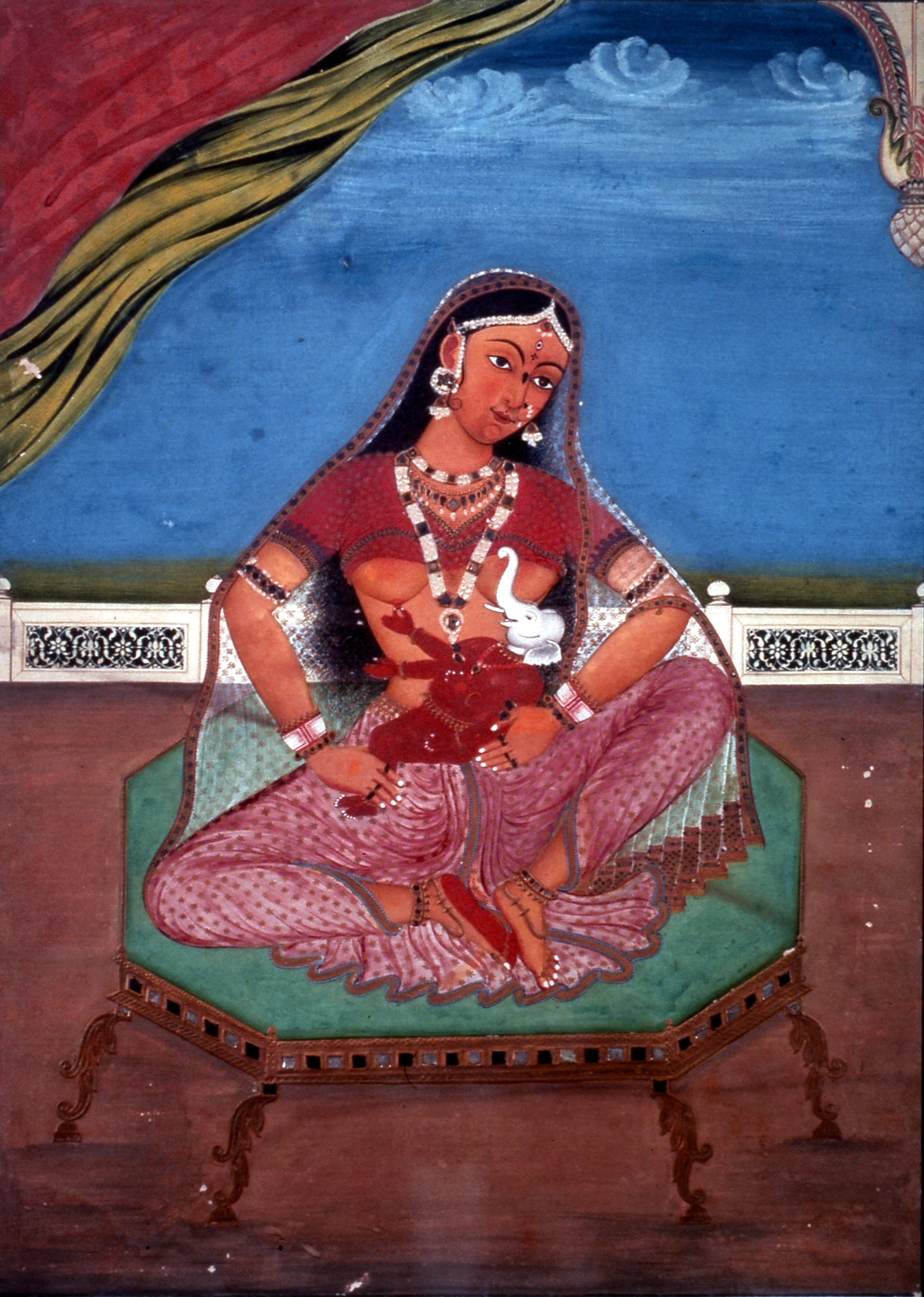
Parvati acunando al niño Ganesha (ca. 1820).

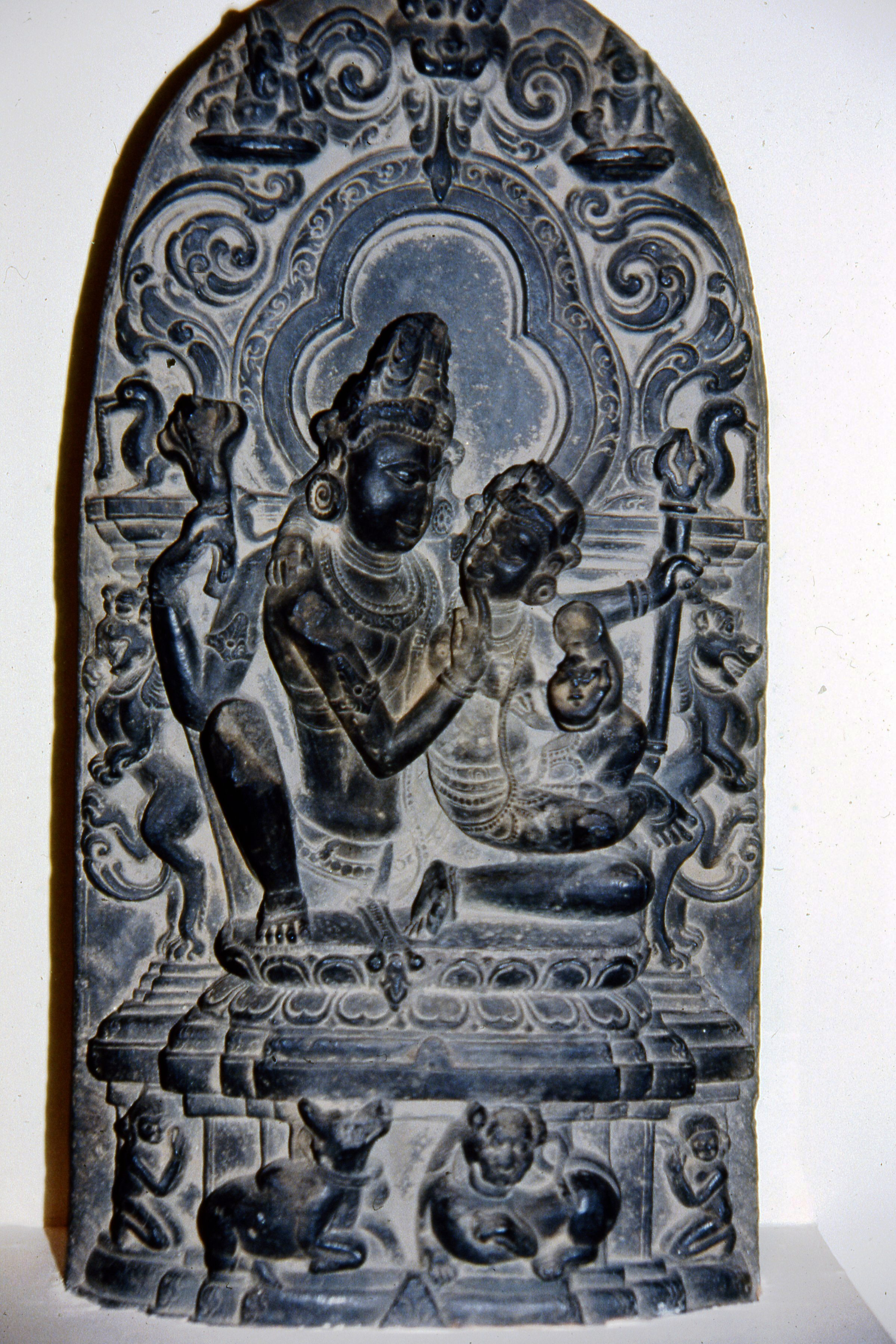
Escultura de Shiva (izquierda) y Parvati (derecha) rodeados por decoraciones de animales, en el Museo estatal de Orissa

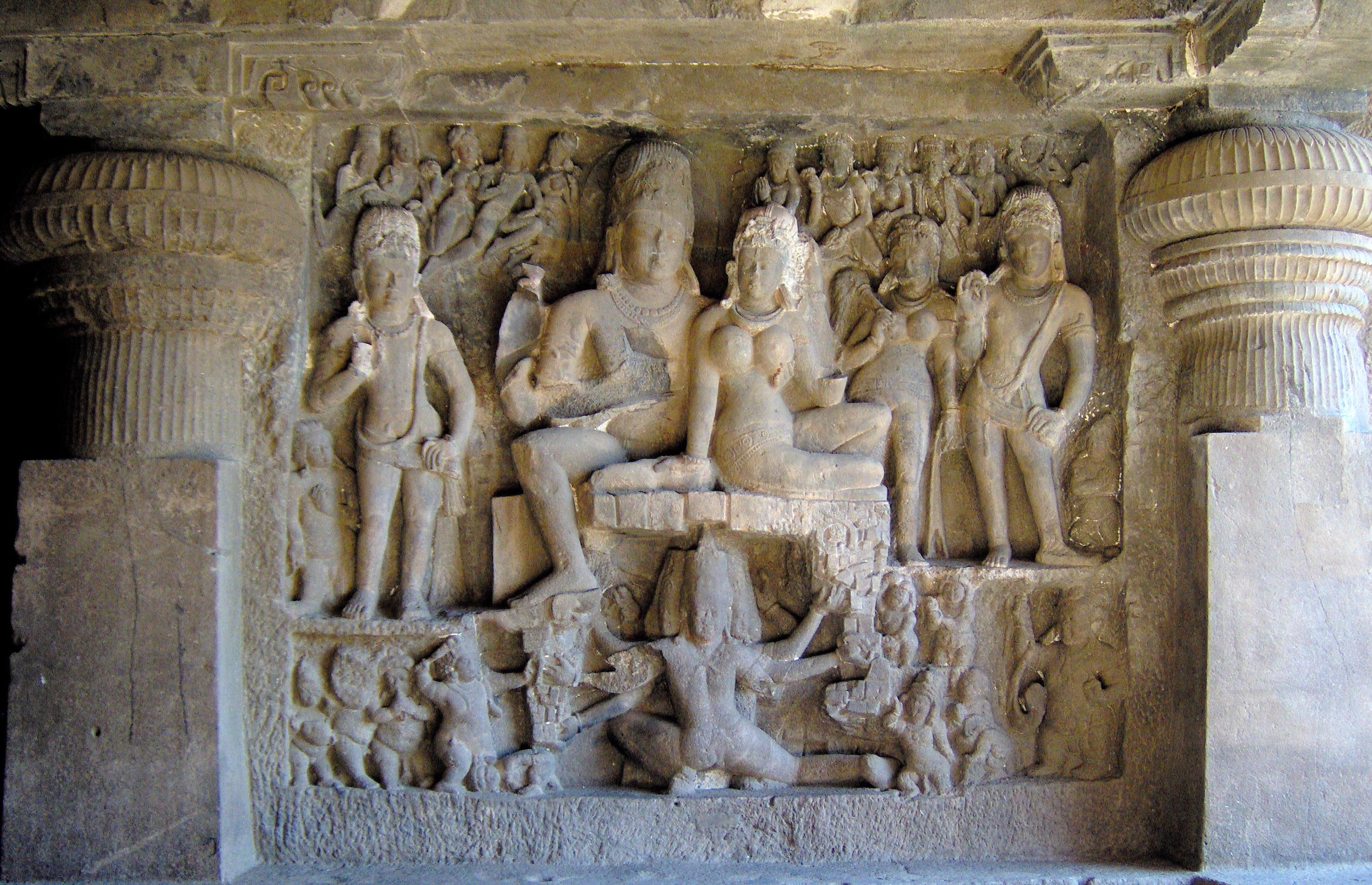
Un bajo relieve en Ellora (caverna 29, llamada Dhumar Lena) muestra al dios Shiva y a la diosa Parvati rodeados por sus ganas, mientras el demonio Ravana (debajo) trata de sacudir el monte Kailāsh.

Es hija de Jimavat (‘que tiene nieve’, los montes Himalaya) y esposa del dios Shiva.
Es madre de Ganesh (dios con cabeza de elefante) y de Kartikeia (Skanda, el dios de la guerra).
Parvati (también llamada Uma) tiene dos aspectos: las diosas Durgā y Kālī.

## Nombre sánscrito
- pārvatī, en el sistema AITS (alfabeto internacional para la transliteración del sánscrito).[3]
- पार्वती, en escritura devanagari del sánscrito.[3]
- Pronunciación en sánscrito clásico:
  - [párvati] en letra romana[3]
- Pronunciación en prácrito:
  - [parváti] en letra romana
- Etimología: ‘hija de [el monte] Parvata’[3]

## Uma
Parvati también es llamada Umā (pronunciado úma), que en sánscrito significa literalmente ‘lino’. Sin embargo en el Shiva-purana se explica que este término significa ‘oh, no’. La madre de Uma le dijo a esta: u mā, que en el contexto de su historia, significa ‘oh [hija], no [practiques austeridades]’.
Como esposo de Uma, al dios Shiva se lo conoce como:
- Uma Nath (señor de Uma),
- Umapati (esposo de Uma),
- Uma Sajaia (compañero de Uma),
- Umesh (señor de Uma).
  - También hay una deidad en la India denominada Umeśa: es una combinación de esta pareja, Uma e Īśa (Shiva, ‘el Señor’) en una sola estatua.

## Durgā
En sánscrito: ‘difícil de acercarse, inalcanzable (dur: ‘duro, difícil’; gā: ‘ir’, en inglés go). Simboliza el amor maternal.
En la iconografía, Durga es personificada con cabello largo y perfectamente acomodado en una larga trenza adornada con muchas y diversas joyas, simbolizando así la fortuna material. Está vestida con un vestido sari de color rojo.
En ocasiones se la representa con varios brazos.
Para simbolizar su poder, está montada sobre un león, que le sirve de vehículo.
En la India es una de las deidades que tiene más templos erigidos en su honor. En Bengala se realiza su festival (el durgā-pūjā o ‘adoración a Durgā’) en el mes de Aświn (entre septiembre y octubre). A veces se la adora como nueve deidades: las Návadurga (‘nueve Durgas’).

### Matadora del demonio Majishá
Cuando el demonio Majisha usurpó Suargaloka (los planetas celestiales) a los devas (dioses y diosas), estos le pidieron la ayuda a los tres dioses Brahmá, Visnú y Shiva, quienes unificaron sus energías materiales y crearon a Durgá, para matar al demonio.
Los dioses le dieron las ropas y le dieron como vehículo un león.
Ella sola peleó contra Majishasura y su enorme ejército.
Durante la batalla, de su frente surgió su aspecto más fiero, terrorífico y enloquecido: Kālī.
Derrotó al ejército, mató a Majisha y restauró la paz y el orden en el mundo.
Se la considera la protectora del mundo, que reposa en su regazo.
Esta Durgá es un aspecto de Deví, también conocida como Devi Majamaia.
En el texto Devi-majatmiam ella es conocida también como Majamaia.
Según los vaisnavas (visnuistas, que consideran que el dios Visnú y su consorte Lakshmí son los dioses superiores a todos), Durgá-Parvati-Maia serían meros aspectos materiales de la diosa espiritual Laksmí.
Debido a su relación con la diosa Durgā, Maia es un nombre femenino muy utilizado en India y entre los hinduistas de todo el mundo.

## Maya
Como la diosa Durgā, Parvati es la personificación de mãyã (la ilusión de la realidad), vista como la energía (Shakti) ilusoria materialista, que hace que las almas vivan dentro del universo material; lejos de la deidad suprema. Es también la sustancia de que está hecho el universo (Prakriti).
Esencialmente, Majamaia (‘gran Maia’) tiene el poder de cegar a los seres con engaño (moja) y también de liberarlos del velo de maia.
A veces se considera que Maia es lo mismo que Laksmi, Durga, etc.

## Kalí
Es el aspecto perverso de la misma divinidad. Representa el caos y la violencia femenina. Su simbolismo es un poco más complejo de comprender. Tiene el cabello enmarañado y prendido fuego, de color negro. En su cuello hay un collar de cráneos o cabezas de hombres , no está vestida, su piel es de un color azul o negro, en sus manos hay diferentes objetos, que pueden variar y son muy poderosos. Los más frecuentes son una cimitarra y una copa medio llena de sangre. Es común verla sosteniendo una cabeza degollada.
Por lo general no es representada sobre algún vehículo, aunque en ocasiones se la puede ver cabalgando sobre un fantasma.
En sánscrito kālī significa oscuridad, una sucesión de nubes negras, otra manera de llamar a la noche, los gusanos generados espontáneamente de la putrefacción, uno de los siete tipos de lenguas del fuego, y también caos, abuso, censura y difamación.
En los cuentos del italiano Emilio Salgari (1862-1911), los adoradores bengalíes de la diosa Kālī eran antropófagos.
Aparece mencionada también en la novela La vuelta al mundo en ochenta días de Julio Verne, donde sus adoradores desean ejecutar a una joven viuda llamada Aouda tras la muerte de su marido. Arriesgando su vida, Phileas Fogg y su mayordomo Passpartout la rescatan, incorporándose al grupo y convirtiéndose más tarde en la esposa de Fogg.